# Альф Шеберґ
Альф Шеберґ (швед. Alf Sjöberg, повне ім'я та прізвище — Свен Ерік Альф Шеберг (швед. Sven Erik Alf Sjöberg); нар. 21 червня 1903, Стокгольм, Швеція — пом. 16 квітня 1980, Стокгольм) — шведський актор, театральний і кінорежисер. Дворазовий лауреат Гран-прі Каннського міжнародного кінофестивалю (1946, 1951).

## Біографія
Альф Шеберґ народився 21 червня 1903 року в Стокгольмі, Швеція. У 1923—1925 роках навчався в Королівському драматичному театрі у Стокгольмі, потім працював у ньому актором. У 1930-му в 27-річному віці став головним режисером театру. 1928 року знявся у фільмі «Поезія Одалена».
Як кінорежисер дебютував стрічкою «Найсильніший» (1929), що розповідає про мисливців на тюленів у Гренландському морі; у фільмі режисер прагнув продовжити романтичні традиції класичного шведського кіно. Значне місце в творчості Шеберґа займає фільм «Цькування» (1944) за сценарієм Інгмара Бергмана про підлітка, якого у школі переслідує учитель-садист. Стрічка принесла Шеберґу популярність за кордоном, вона також стала першим знаком відродження шведського кіно після періоду застою. Загалом Шеберґ поставив 18 кінофільмів і став одним з піонерів театральних постанонок на шведському телебаченні. Телепостановка «Гамлета», яку здійснив Шеберґ 1955 року, стала важливою віхою в історії телебачення Швеції.
Альф Шеберґ двічі вигравав головний приз Каннського кінофестивалю, обидва рази розділивши його з іншими режисерами. 1946 року він був удостоєний «Гран-прі» за фільм «Ірис і лейтенант» (того року головний приз був розділений між одинадцятьма фільмами, тобто майже усіма, що були в конкурсній програмі), а в 1951-му став лауреатом за фільм «Фрекен Юлія» разом з Вітторіо де Сіка (той був відзначений за стрічку «Диво в Мілані»).
Альф Шеберг загинув в автокатастрофі 16 квітня 1980 року на шляху в Королівський драматичний театр, де мала відбутися репетиція.

## Фільмографія
| Рік  |     | Назва українською     | Оригінальна назва        | Режисер | Сценарист |
| ---- | --- | --------------------- | ------------------------ | ------- | --------- |
| 1940 |     | Ставка — життя        | Med livet som insats     | Так     | Так       |
| 1940 |     | Пора цвітіння         | Den blomstertid…         | Так     | Так       |
| 1941 |     | Додому з Вавилону     | Hem från Babylon         | Так     | Так       |
| 1942 |     | Божественна гра       | Himlaspelet              | Так     | Так       |
| 1944 |     | Королівське полювання | Kungajakt                | Так     | Так       |
| 1944 |     | Цькування             | Hets                     | Так     |           |
| 1945 |     |                       | Resan bort               | Так     | Так       |
| 1946 |     | Ірис і лейтенант      | Iris och löjtnantshjärta | Так     | Так       |
| 1949 |     | Тільки мати           | Bara en mor              | Так     | Так       |
| 1951 |     | Фрекен Юлія           | Fröken Julie             | Так     | Так       |
| 1953 |     | Варавва               | Barabbas                 | Так     | Так       |
| 1954 |     | Карін Монсдоттер      | Karin Månsdotter         | Так     | Так       |
| 1955 |     | Дикі птахи            | Vildfåglar               | Так     | Так       |
| 1955 | т/ф | Гамлет                | Hamlet                   | Так     | Так       |
| 1956 |     | Остання пара, біжи    | Sista paret ut           | Так     |           |
| 1960 |     | Суддя                 | Domaren                  | Так     | Так       |
| 1966 |     | Острів                | Ön                       | Так     | Так       |
| 1969 |     | Батько                | Fadern                   | Так     | Так       |

## Театральні постановки
- 1930: Маркурелли з Вадчепінга (Яльмар Бергман)
- 1930: Клаус великий і Клаус маленький (Густаф аф Гейєрстам)
- 1933: Любов під в'язами (Юджин О'Ніл)
- 1940: Багато галасу з нічого (В. Шекспір)
- 1944: Венеційський купець (В. Шекспір)
- 1944: Криваве весілля (Федеріко Гарсія Лорка)
- 1946: Дванадцята ніч, або Як вам завгодно (В. Шекспір)
- 1947: Йун Габріель Боркман (Генрік Ібсен)
- 1947: Будинок Бернарді Альби (Федеріко Гарсія Лорка)
- 1948-1949: Сімейна вечірка (Т. С. Еліот)
- 1949: Фрекен Юлія (Стріндберг)
- 1949: Смерть комівояжера (Артур Міллер)
- 1952: Філософський камінь (Пер Лагерквіст)
- 1953: Ромео і Джульєтта (В. Шекспір)
- 1954: Ескоріал (Мішель де Гельдерод)
- 1955: Дика качка (Генрік Ібсен)
- 1956: Сон літньої ночі (В. Шекспір)
- 1958: Міра за міру (В. Шекспір)
- 1959: Влада пітьми (Л. Толстой)
- 1961: Стільці (Е. Іонеско)
- 1961: Король Іоанн (В. Шекспір)
- 1963: Швейк у Другій світовій війні (Брехт)
- 1964: Як вам це сподобається (В. Шекспір)
- 1965: Матінка Кураж і її діти (Брехт)
- 1972: Местер Улуф (Стріндберг)
- 1978: Установа (Антоніо Буеро Вальєхо)
- 1980: Школа дружин (Мольєр)

## Визнання
| Нагороди та номінації Альфа Шеберґа    | Нагороди та номінації Альфа Шеберґа | Нагороди та номінації Альфа Шеберґа           | Нагороди та номінації Альфа Шеберґа |
| Рік                                    | Категорія                           | Фільм                                         | Результат                           |
| -------------------------------------- | ----------------------------------- | --------------------------------------------- | ----------------------------------- |
| Каннський міжнародний кінофестиваль    |                                     |                                               |                                     |
| 1946                                   | Гран-прі                            | Ірис і лейтенант                              | Перемога                            |
| 1951                                   | Гран-прі                            | Фрекен Юлія (разом з фільмом «Диво в Мілані») | Перемога                            |
| 1953                                   | Гран-прі                            | Варавва                                       | Номінація                           |
| 1961                                   | Золота пальмова гілка               | Суддя                                         | Номінація                           |
| 1966                                   | Золота пальмова гілка               | Острів                                        | Номінація                           |
| Венеційський міжнародний кінофестиваль |                                     |                                               |                                     |
| 1947                                   | Великий міжнародний приз            | Цькування                                     | Номінація                           |
| 1947                                   | Великий міжнародний приз            | Ірис і лейтенант                              | Номінація                           |
| 1950                                   | Золотий лев                         | Тільки мати                                   | Номінація                           |
| Премія «Боділ»                         |                                     |                                               |                                     |
| 1953                                   | Найкращий європейський фільм        | Тільки мати                                   | Перемога                            |
| Берлінський міжнародний кінофестиваль  |                                     |                                               |                                     |
| 1957                                   | Золотий ведмідь                     | Остання пара, біжи                            | Номінація                           |
| Премія «Золотий жук»                   |                                     |                                               |                                     |
| 1966                                   | Найкращий режисер                   | Острів                                        | Перемога                            |